# Reason (ソフトウェア)
Reason（リーズン）は、Windows・Macintosh用のソフトウェア・シンセサイザー統合型DAWである。スウェーデンのプロペラヘッド・ソフトウェアによって開発された。
表記は製品ロゴや日本語版マニュアルでは大文字となっているが、Webサイトなどの文章中やアプリケーションのファイル名などは2文字目以降は小文字となっていることも多いなど、揺らぎがある。本項では特記のない限り「Reason」とする。

## 概要・機能
シーケンサーやミキシング機能を備え、また独自開発のシンセサイザーやエフェクターを多種内蔵する。DAWとしては独自性の高い「バーチャルラック」システムによる柔軟性のあるシンセサイズ機能が特長で、MIDIやReWire用の外部音源としても使用できる。VSTやAudio Unitsのプラグインには対応していないが、後述の「Rack Extension」規格での拡張に対応する。
Reasonは「楽器」として開発されてきた経緯があり、かつては外部音源を取りまとめるホストDAWとしては動作しなかったが、2013年のバージョン7でMIDI出力に対応した。ReWire機能は現在もスレーブ（音源役）動作のみである。唯一の例外として、同社の『ReBirth RB-338』（現在は開発終了し無償配布）に対してはReWireマスター（ホスト役）として同期動作できる。
2014年現在では製品グレードとして、通常版の『Reason』、廉価版の『Reason Essentials』、バンドル専用版の『Reason Limited』（旧Reason Adapted）がある。

### バーチャルラック（音源・エフェクト機能）
「バーチャル・ラック」システムは機材を組み込んだスタジオラックを再現し、シンセサイザーやエフェクターのデバイスを搭載できる。ラックデバイスは実物と同じようにツマミ操作したり並べ替えたりでき、また裏側を表示してオーディオ／CVケーブルの着脱もできる。これによりモジュラー式のアナログシンセサイザーのように、アイデア次第で新しい機能やサウンド表現を与える使い方ができる。
また「ライブサンプリング」機能により、サンプラーは（演奏専用のいわゆるプレイバックサンプラーではなく）実際にマイクなどから音をサンプリングできる。ボタンを押さえて離すだけで録音が完了し、無音部分も自動カットされる。
2012年のバージョン6.5からは「Rack Extension（RE）」規格によって純正・サードパーティー製のラックデバイスを追加拡張できるようになった。REは専用に開発された規格で、オーディオ/CVケーブルといった独自機能にも対応し、直営オンラインショップによる製品・デモ版の同時提供やライセンス管理といったサービスが図られている。2015年現在ではコルグなどのメーカーから280以上のREが発売されている。

### ミキサー・マスタリング機能
ミキシング・コンソール機能はSSL 9000 Kを非公式ながらモデルとし、EQセクションやダイナミクスセクション、マスターバス・コンプレッサーのサウンド特性も再現している。
ラックデバイスには標準でマスタリングスイートのMClassシリーズ（イコライザー／ステレオイメージャー／コンプレッサー／マキシマイザー）を内蔵し、ミキサーのインサートとしても使用できる。

### シーケンサー
シーケンサーはピアノロール式のMIDI編集機能とハードディスクレコーディング機能を持つ。またラックデバイス・ミキサーのツマミ操作をオートメーションデータとして記録できる。
MIDIトラックでは「ReGroove Mixer」機能により演奏グルーヴの種類や量をスライダーで非破壊的（元のデータを変えず）に加えたり調整できる。
オーディオトラックはマルチテイク録音やコンピング（テイク差し替え）編集に対応し、タイムストレッチ機能を内蔵する。またスライス編集やREXループ化ができる。オフライン編集機能はクリップ単位での音量調節やフェード、トランスボーズなどの基本機能に留まる。
また「ブロック」機能により、あらかじめ構築した短いシーケンスを「ブロック」としてソングに並べて簡単に編曲できる。ブロックの内容変更はソング上の分身に反映され、ソング上ではフィルインや変化を付けたメロディを乗せたり、部分ミュートもできる。ブロックは複数のフレーズ候補の比較検討などにも活用できる。
いくつかのラックデバイスはアナログシーケンサーを持ち、ハードウェア感覚で打ち込んだり、パターンを切り替えたり、CV／ゲート信号を活用することもできる。

### ライブラリー
ReasonはReFill（リフィル）と呼ばれるライブラリ形式を使用する。ReFillはパッチファイルやサウンドサンプルを格納したファイル形式で、標準ではプリセット類を収録した『Factory Sound Bank』とオーケストラ音色集『Orkester』が付属する。ユーティリティソフト『ReFill Packer』を使ってユーザーがReFillを自作することもでき、無償有償を問わず多くのReFillが流通している。
そのほかのサンプラー音色としてはWAV／AIFF／MP3／AACファイル、REX／REX2ファイル、SoundFontファイルを読み込める。
かつてはAKAI製サンプラーS1000／S3000用の音色ファイルを取り込むユーティリティソフト『Reload』がユーザーに無償提供されていたが、現在は配布終了している。

## 著名ユーザー
著名ユーザーにはビースティ・ボーイズ、プロディジー、ブラック・アイド・ピーズ ディレクターのプリンツ・ボード、アウル・シティーらがおり、日本ではゲームミュージック作曲家の阿保剛も使用している。楽曲では安室奈美恵「WANT ME, WANT ME」（プロデューサーSUGI-V）や、ストロマエ「Alors on danse」のトラックメイキングに使用された。

## 内蔵ラックデバイス一覧
デバイス名の表記はReason 6.0日本語版マニュアル目次およびデバイス作成時のメニューによるが、表記にゆれがあるものもある。
| デバイス名                               | 概要 |
| ---------------------------------------- | --- |
| REASON Hardware Device                   | オーディオ／MIDI／ReWireの入出力デバイス。VU／PPM／ピークメーターや各種状況も表示する。 |
| Combinator コンビネーター                | デバイスを内包して新しいデバイスを構築するデバイス。 |
| Mixer 14:2 ミキサー                      | ラックマウント型のミキサー。カスケード接続可能。初期にはSSL 9000 Kモデルのミキサーはなく主要なミキサーであった。                                                                                                 |
| Line Mixer 6:2 ラインミキサー            | ラックマウント型の小型ラインミキサー。 |
| Redrum ドラムマシン                      | サンプルベースのドラムマシン。パターンシーケンサーを備える。 |
| Kong ドラムデザイナー                    | 高機能ドラム音源。音源部とエフェクター部がモジュール化され、物理モデル音源やトランジェントシェイパーも内蔵する。                                                                                                 |
| ID8 インストゥルメントデバイス           | 音源モジュール。8カテゴリ×4音色の計32音色と4ドラムセットを内蔵する。スタンダードMIDIファイルの読み込みにも使われる。                                                                                             |
| SubTractor アナログシンセサイザー        | 減算方式のバーチャルアナログ音源。 |
| Thor ポリソニックシンセサイザー          | 高機能ポリフォニックシンセサイザー。オシレーター部やフィルター部がモジュール化され、アナログ／ウェーブテーブル／FMオシレーターなどを内蔵する。モジュレーション・マトリクスやステップシーケンサーも備える。       |
| Malström グレインテーブル シンセサイザー | グレインテーブルシンセシス方式のポリフォニックシンセサイザー。ウェーブテーブルとグラニュラー方式を基にした開発元独自の新方式で、色々なループ波形を周期ごとにスライスし、読み出し順の制御やピッチシフトもできる。 |
| NN-19 デジタルサンプラー                 | サンプラー。 |
| NN-XT アドバンストサンプラー             | 高機能サンプラー。レイヤーサウンドにも対応する。 |
| Dr. Octo REX ループプレーヤー            | ループプレーヤー。REX形式のスライスループを再生できる。バージョン5で「Dr.REX」から強化・改名。 |
| Matrix パターンシーケンサー              | パターンシーケンサー。 |
| RPG-8 モノフォニックアルペジエイター     | アルペジエイター。分散和音をプログラムする。 |
| ReBirth Input Machine インプットマシーン | ReBirth RB-338入力専用デバイス。Mac OS X版ではReBirthが移植されていないため意味はない。 |
| BV512 デジタルボコーダー                 | ボコーダー。グラフィックイコライザーとしても動作する。 |
| Neptune ピッチアジャスター               | ボーカル／ソロ楽器用ピッチ補正。指定音階での自動補正のほか、MIDIでの演奏も可能。 |
| External MIDIインストゥルメントデバイス  | MIDI信号を外部出力する。 |

| デバイス名                                  | 概要 |
| ------------------------------------------- | --- |
| MClass イコライザー                         | マスタリング用イコライザー。パラメトリック式。                                                                               |
| MClass ステレオイメージャー                 | マスタリング用ステレオ音像コントロールデバイス。ステレオ音声の音の広がりを調整する。モノラル音声のステレオ化ツールではない。 |
| MClass コンプレッサー                       | マスタリング用コンプレッサー。サイドチェインも可能。                                                                         |
| MClass マキシマイザー                       | マスタリング用マキシマイザー。特殊なリミッター。                                                                             |
| Line 6 Guitar Amp                           | ギター用アンプシミュレーター。Line 6社の『POD』の技術を採用する。ワウ内蔵。2016年10月に提供終了。                            |
| Line 6 Bass Amp                             | ベース用アンプシミュレーター。Line 6社の『POD』の技術を採用する。コンプレッサー内蔵。2016年10月に提供終了。                  |
| Softube Amp                                 | ギター用アンプシミュレーター。Softube社製のモデリング技術を採用する。                                                        |
| Softube Bass Amp                            | ベース用アンプシミュレーター。Softube社製のモデリング技術を採用する。                                                        |
| Scream 4 サウンドディストラクションユニット | マルチディストーション。CVを入力できるパラメータが多く、フランジャーやフェイザーやワウのような効果を得ることもできる。       |
| Pulveriser Demolition                       | クランチなサウンド特性の汚し系コンプレッサー／ディストーション／フィルター。                                                 |
| Alligator トリプルフィルターゲート          | リズムパターンで音響効果を加えるトランスゲート。                                                                             |
| RV7000 アドバンストリバーブ                 | 高品位リバーブレーター。マルチタップディレイとしても使える。バージョン8.3のmkIIでコンボリューションリバーブに対応。          |
| The Echo                                    | テープエコー。音色調整やスタッター効果などもできる。                                                                         |
| RV-7 デジタルリバーブ                       | リバーブレーター。 |
| DDL-1 デジタルディレイライン                | ディレイ。 |
| D-11 フォールドバック ディストーション      | ディストーション。ウェーブシェーピング・シンセシス方式の一種。                                                               |
| ECF-41 エンベロープフィルター               | マルチモードフィルター。エンペロープ・ジェネレーターとゲート入力を備える。                                                   |
| CF-101 コーラス / フランジャー              | コーラス兼フランジャー。 |
| PH-90 フェイザー                            | フェイザー。 |
| UN-16 ユニゾン                              | コーラスに似たデバイス。4／8／16重の同じ音を重ねてデチューン効果を得る。                                                     |
| COMP-01 コンプレッサー / リミッター         | コンプレッサー兼リミッター。                                                                                                 |
| PEQ-2 2 Band パラメトリックEQ               | パラメトリックイコライザ−。                                                                                                  |
| Spider Audio マージャー / スプリッター      | オーディオ信号をマージ／スプリットするデバイス。                                                                             |
| Spider CV マージャー / スプリッター         | CV／ゲート信号をマージ／スプリットするデバイス。                                                                             |
| Audiomatic レトロトランスフォーマー         | テープやレコード、ラジオ、70・80年代ハイファイ機器風など16種のシミュレーションで音に質感を与える。                           |

## 各バージョン履歴
1.0（1999年）
初期バージョン。
2.0（2002年）
NN-XT、Malströmの追加。シーケンサーに消しゴムツール、ラインツールの追加。
2.5（2003年）
BV512、Scream 4、RV7000、UN-16、Spider Audio/CVの追加。無償アップデート。
3.0（2005年）
Combinator、MClassマスタリングスイート（イコライザー、ステレオイメージャー、コンプレッサー、マキシマイザー）、Line Mixerの追加。ブラウザーの大幅な仕様変更。
4.0（2007年）
Thor、RPG-8、ReGroove Mixerの追加。シーケンサーの大幅な仕様変更。従来の英語に加え、日本語、ドイツ語、フランス語モードの追加。
5.0（2010年）
Kong、Dr. Octo REX、Big Meter、Blocks、ライブサンプリング機能の追加。マルチコア対応。
6.0（2011年）
Pulveriser、The Echo、Alligatorの追加。姉妹ソフト『Record』の吸収（ハードディスクレコーディング機能、メインミキサー、ID-8、Line 6 Guitar/Bass Amp、Neptuneの追加、USBライセンスキー「Propellerhead Ignition Key」の採用）。64ビットメモリー対応。
6.5（2012年）
Reason自体に変更はないが、拡張形式「Rack Extension」の仕様が公開された。KORGなどサードパーティやPropellerhead自身からも音源やエフェクターなど追加デバイスが多数発売される。無償アップデート。
7.0（2013年）
External MIDI（MIDI出力）、Audiomaticの追加。オーディオスライスやオーディオクオンタイズ、REXループフォーマット保存。MP3、AACオーディオの読み込み対応。スペクトラムアナライザ付きイコライザー、グルーピングバス、パラレルチャンネル機能などミキサーの強化。コンピュータ本体を使ったライセンス認証に対応。
7.1（2014年4月）
Rack Extension SDK 2に対応など。無償アップデート。
8.0（2014年9月）
Softubeアンプシミュレーターの追加。ブラウザーの一体化やドラッグ・アンド・ドロップの全体的な採用、MIDIシーケンサーの強化など。
8.1（2014年12月）
コラボレーションサービス「Discover」連携機能の追加。インターネット認証パスワードの記憶に対応。無償アップデート。
8.2（2015年4月）
ブラウザナビゲーション、トラックカラー、Redrumパターンリモートの強化など。自動更新に対応。32ビット版の廃止。無償アップデート。
8.3（2015年6月）
RV7000 mkIIの追加。ブラウザ配置、シーケンサーのクイックズーム、MIDIフォーカスの強化など。無償アップデート。
9.0（2016年8月）
Scale & Chords、Dual Arpeggio、Note Echo、1000種類の新パッチ、Pitch Edit機能
9.5（2017年5月）
VST対応
10.0（2017年10月）
Grain、Europa：シンセサイザー。Klang Tuned Percussion, Pangea World Instruments, Humana Vocal Ensemble: 3つのインストゥルメントデバイス。Radical Piano: 高品位アコースティックピアノ。Synchronous: クリエイティブなモジュレーションを実現するデバイス。Loop SupplyとDrum Supply: 数ギガバイトものドラムループとサンプル
11.0（2019年9月）
Reason Intro、Reason、Reason Suiteの3種類
・Reason RackがVST/AUプラグインとして全機種共通で使用可能
・5種類のデバイス追加（Standard、Suitesのみ）
Quartet Chorus Ensemble、Sweeper Modulation Effect 、Master Bus Compressor、Channel Dynamics、Channel EQ
・新しいインストゥルメントの追加、シーケンサー UI の改善等
12.0（2021年9月）
新しいサンプラー音源 Mimic
既存の音源やエフェクトを組合せて、新しい音源を作り上げる Combinator の強化
UI の高解像度対応
デバイス・プリセットのブラウザーの改善
13.0（2024年6月）
5つの新しいデバイス